# Bauer Mihály (matematikus)
Bauer Mihály (Budapest, 1874. szeptember 20. – Budapest, 1945. február 6.) matematikus. Bauer Emil (1883–1956) építész bátyja.

## Életútja
Bauer József (1839–1912) mérnök és Scheer Laura fia. Tanulmányait a fővárosban végezte és középiskolai tanári és doktori oklevele elnyerése után 1900-ban adjunktus, 1909-ben magántanár, 1918-ban rendkívüli tanár lett a műegyetemen. 18 évesen adta közre első kutatási eredményét. 1895-96-ban külföldi ösztöndíjat nyert el. 1919-ben a Tanácsköztársaság megdöntését követően, mikor a műegyetemi reakciót üldözték, sokat szenvedett. Az Eötvös Loránd Matematikai és Fizikai Társulat 1922-ben a Kőnig Gyula-díjjal tüntette ki tudományos munkásságáért, mely különösen az algebra és számelmélet kérdéseire terjed ki. 1936-ban nyugdíjazták. Budapest ostromát követően baleset áldozatává vált. Számos publikációja jelent meg, főképp külföldi tudományos folyóiratokban. Ezeknek egy részét felsorolja Poggendorff, Biographisch Literarisches Handwörterbuch V. kötete.

## Fontosabb munkái
- Megjegyzés Dirichlet egyik tételéhez (Mathematikai és Fizikai Lapok, 1894)
- Zur Theorie der algebraischen Zahlkörper (Mathematische Annalen, 77., 353–356 o., 1916) (németül).
- p-addischer Beweis des zweiten Hauptsatzes von Herrn Ore (Ny. Csebotarevvel együtt [Никола́й Григо́рьевич Чеботарёв(wd)], Acta Scientarum Mathematicarum, Szeged, 1928) (németül)